# Staatsarchiv des Kantons Schwyz
Das Staatsarchiv des Kantons Schwyz in Schwyz ist das zentrale Archiv des Kantons Schwyz. Es gehört zum Amt für Kultur im Bildungsdepartement.

## Geschichte

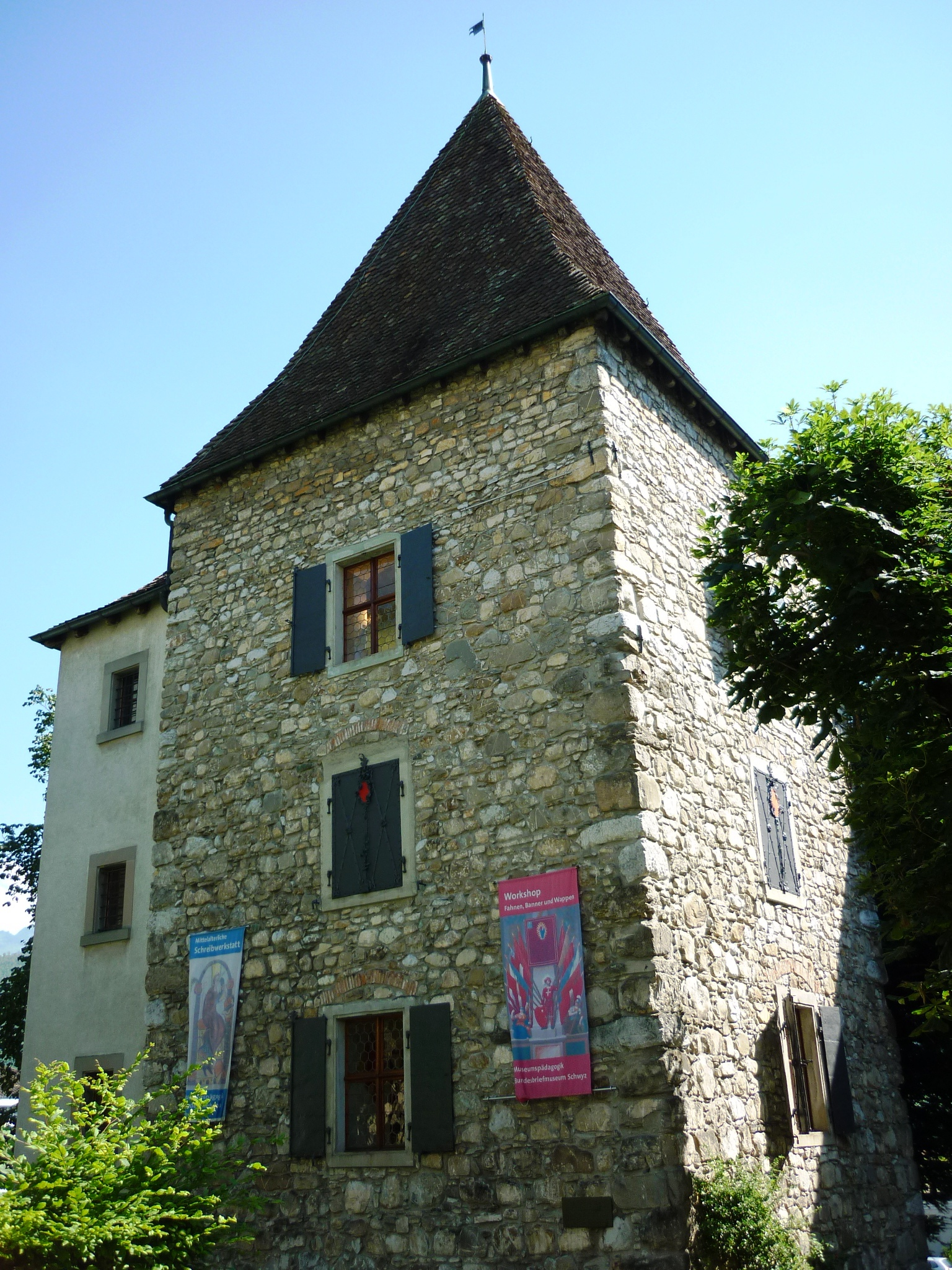
Der Schwyzer Archivturm

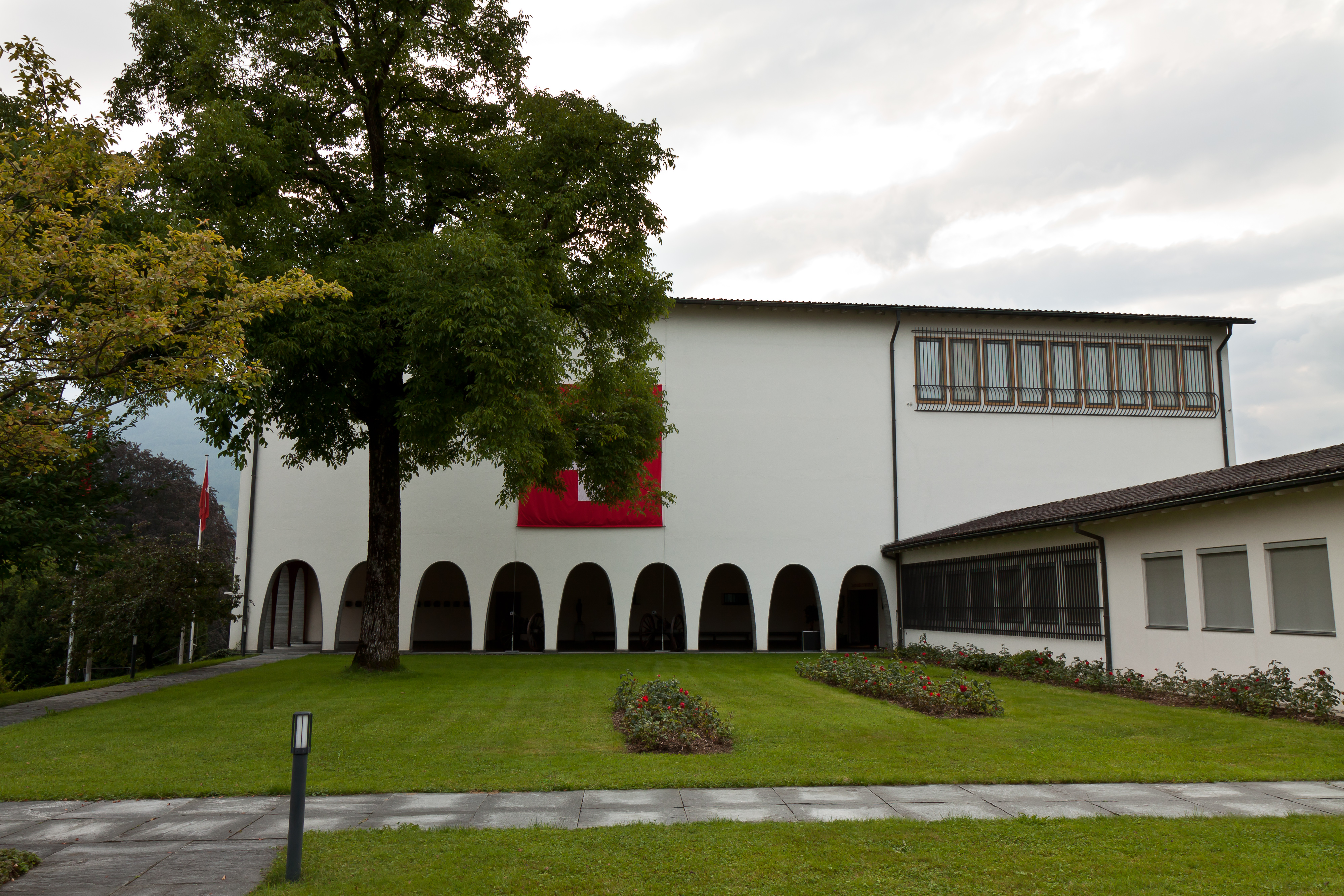
Das Archiv befand sich von 1936 bis 2002 im Bundesbriefmuseum. Magazin- und Büroräume waren im Seitentrakt untergebracht.

Von 1666 bis 1936 diente der Archivturm hinter dem Schwyzer Rathaus als Archiv. Die Archivbestände wuchsen durch die Entstehung einer kantonalen Verwaltung ab 1848 an. Im Neubau des Bundesbriefarchivs (heute: Bundesbriefmuseum), in dem ab 1936 die eidgenössischen Bundesbriefe sowie weitere Urkunden und Fahnen ausgestellt wurden, war auch das Staatsarchiv in einem Seitentrakt untergebracht.
Durch die Aufhebung des Internats der Kantonsschule Kollegium Schwyz wurde um 2000/01 der Ostflügel des Schulgebäudes für die kantonale Verwaltung frei. Für das Archiv wurde die ehemalige Turnhalle umgenutzt und mit einem Magazinaufbau erweitert. Seit 2002 befinden sich das Staatsarchiv und die Denkmalpflege am neuen Standort.
1848 wurde im Kanton Schwyz der erste Staatsarchivar ernannt. Damals war dies eine nebenamtliche Aufgabe für einen Angestellten der Staatskanzlei. 1904 wurde erstmals ein hauptamtlicher Staatsarchivar angestellt. Seit 2002 ist der Staatsarchivar Leiter des Amts für Kultur, während des Staatsarchiv von einem Archivleiter geleitet wird. Nach der Wahl seines Vorgängers Kaspar Michel in den Regierungsrat wurde der Historiker Valentin Kessler Staatsarchivar.

## Bestände
Im Staatsarchiv des Kantons Schwyz lagern schriftliche Archivalien vom 13. Jahrhundert bis in die Gegenwart: Urkunden, Akten, Pläne, Bilder, Fotos, Zeitungen und EDV-Bänder. Ausgewählte Dokumente und Artefakte aus der Urkunden- und der Altertümersammlung, die zum Bestand des Staatsarchivs gehören, beispielsweise der Bundesbrief von 1291, lagern weiter im Bundesbriefmuseum. Als ältestes Originaldokument gilt der Freiheitsbrief für die Schwyzer, ausgestellt 1240 durch Kaiser Friedrich II. in Faenza.
Nach dem Amtsantritt des früheren Staatsarchivs Josef Wiget 1976 wurden die Archivbestände in drei Abteilungen gegliedert:
- Hauptarchiv: Archiv 1 (Mittelalter bis 1848), Archiv 2 (1848–1927), Archiv 3 (1928–1969), Archiv 4 (ab 1970), Gerichtsarchiv 2 (1848–1974), Gerichtsarchiv 3 (ab 1975)
- Nebenarchiv: Privatarchive, Personalakten, Landes- und Volkskunde
- Sammlungen: Zeitungen, Graphica, Karten und Pläne, Fotos und Dias, Altertümer